# Джой (Доктор Хаус)
«Джой» (англ. Joy)  — шоста серія п'ятого сезону американського телесеріалу «Доктор Хаус». Прем'єра епізоду проходила на каналі FOX 28 жовтня 2008. Доктор Хаус і його нова команда мають врятувати чоловіка та його дочку, які жили сірим життям.

## Сюжет
У 37-річного чоловіка Джеррі, що має лише дочку Саманту, починаються галюцинації у власному будинку. Хаус наказує перевірити будинок та судини, на наявність тромбів. В будинку Тауб і Тринадцята знаходять плісняву, що може пояснити фуксаційну амнезію. Невдовзі чоловік починає ходити уві сні і команда розуміє, що це не амнезія. Хаус наказує виписати пацієнта додому і прослідкувати куди він піде уві сні. Тим часом Кадді зустрічається з жінкою, яка після пологів віддасть їй свою дитину. Вона вживала наркотики, але покинула як тільки дізналася що вагітна. Кадді помічає, що у Беккі висип і кладе її у лікарню. На УЗД Кемерон помічає недорозвиненість легенів плоду. Кадді починає курс лікування, який має пришвидшити процес росту легенів, але у Беккі починається ректальна кровотеча. Беккі може померти тому хоче кесарів розтин. Операція проходить вдало і Беккі й дитина виживають.
По спеціальним приладам Тринадцята і Тауб розуміють, що Джеррі заснув, проте не змінив свою поведінку. Він попрямував до жінки, яка продає наркотики, і придбав у неї кокаїн. У ньому команда знаходить лактозу, на яку у чоловіка алергія. Згодом у чоловіка починається кривавий піт. Кровотеча з пор може вказувати на лейкемію, Хаус наказує зробити біопсію кісткового мозку. Під час процедури Тауб помічає, що у Джеррі на ногах шкіра стала темнішою, наче загорілою. Хаус наказує зробити тест на васкуліт і ангіограму. Пацієнту потрібна пересадка нирки, а Хаус розуміє, що Саманта хвора на ту ж саму хворобу що й батько і не зможе стати донором.
Команда береться за перевірку генетичних хвороб. Проте Хаус розуміє, що у чоловіка і дівчинки ангедонія. Також він розуміє, що білий чоловік насправді араб. У Джеррі і Саманти средземноморська гарячка. Команда починає лікування і родина вперше посміхається. Джеррі пересаджують нирку дочки. Беккі вирішує залишити дочку, чим дуже засмічує Кадді. Хаус вирішує підбадьорити її і приходить до неї додому. Після розмови він цілує її, та, наляканий своїм вчинком, йде геть.